# Робер Деснос
Робер Деснос (фр. Robert Desnos; Париз, 4. јул 1900 — логор Терезијанштат, 8. јун 1945) је био француски песник.
Његове песме, међу којима су најлепше оне написане у годинама рата - када је учествовао у покрету отпора, развијају се од надреализма до традиционалног лиризма (Тела и Благостања, 1930; Јавно подручје, 1953).
Умро је исцрпљен, у једном концентрационом логору у Чешкој, у тренутку када је логор био ослобођен.